# Hungryalisme
Hungryalisme, ook wel de Hungry Generation ("hongerige generatie") genoemd, is een  beweging in de Bengaalse literatuur. Deze werd gelanceerd in 1961 door Malay Roy Choudhury. Andere stichters waren Shakti Chattopadhyay, Samir Roychoudhury en Debi Roy.

## Hungryalisten
- Malay Roy Choudhury
- Shakti Chattopadhyay
- Samir Roychoudhury
- Debi Roy[1]
- Subimal Basak
- Falguni Ray
- Utpalkumar Basy
- Tridib Mitra
- Pradip Choudhuri
- Basudeb Dasgupta
- Anil Karanjai
- Subo Acharya
- Subhas Ghose
- Saileswar Ghose
- Sandipan Chattopadhyay

## Proefschrift
- Hungryalisme van Dr. Swati Banerjee, Rabindra Bharati University, Calcutta (2007)
- Hungryalisme Shruti en Shastrovirodhi Mouvimiento van Dr. Uttam Das, Calcutta University, Calcutta (1986)
- Hungryalisme en Malay Roy Choudhury van Dr. Bishnu Chandra Dey, Assam University, Silchar, India (2009)